# Italo-messicani
Gli Italo-messicani sono gli Italiani emigrati in Messico e i loro discendenti. La storia dell'emigrazione italiana in Messico ha inizio durante il periodo dell'Impero spagnolo. I primi italiani che sono arrivati in terra messicana sono stati i francescani e i domenicani che accompagnavano i religiosi spagnoli nella campagna di conquista delle Americhe. Il periodo che vide più italiani emigrare in Messico fu la fine del XIX secolo, dove erano per la maggior parte provenienti dai territori del Nord Italia.
Il Messico aveva bisogno di immigrati al fine di ripopolare il paese subito dopo l'indipendenza, si iniziarono quindi campagne di incentivamento alla immigrazione europea. Però sotto pressione dei movimenti armati del paese si respinse la proposta di accettare spagnoli, francesi, inglesi e anglo-americani. L'unica opzione che aveva il Messico di ripopolare il Paese era l'immigrazione di popolazioni provenienti dall'Italia, dall'Austria e dalla Svizzera. I liberali approvarono la proposta di fondare colonie italiane nel territorio messicano ma diedero numerose condizioni, si accettarono solo quelle popolazioni che avevano padronanza del lavoro agricolo e di allevamento, che erano di religione cattolica e di buona salute e costituzione fisica. Si volle comunque evitare una immigrazione massiva e intenta alla riconquista europea del territorio nazionale.
La comunità italiana era considerata dal governo spagnolo come la meno pericolosa, il 16 febbraio 1854 si firmò il primo decreto che regolamentava l'immigrazione in Messico, duecento coloni veneti, lombardi e piemontesi si stabilirono a Papantla, Veracruz, dove furono defraudati dalle autorità locali dopo un lungo viaggio da Genova a Veracruz. Sul suolo di Veracruz si studiò il comportamento e l'adattamento dei coloni cercando così la fondazione di nuove colonie di immigrati italiani. La colonia di Gutiérrez Zamora fu la prima che si consolidò come un eccellente progetto di immigrazione del Veneto; sul modello di questa se ne crearono altre dalla stesse caratteristiche negli altri stati del paese.
Secondo l'INEGI (Istituto di statistica messicano) nel 2010 i nati in Italia e residenti in Messico erano 4.964 mentre i dati dell'AIRE aggiornati al 2012 quantificavano il numero di persone con passaporto italiano residenti in Messico in 13.409, l'immigrazione italiana non ha attecchito come in altre nazioni dell'America Latina (Brasile, Argentina, Uruguay e Venezuela).

## Storia

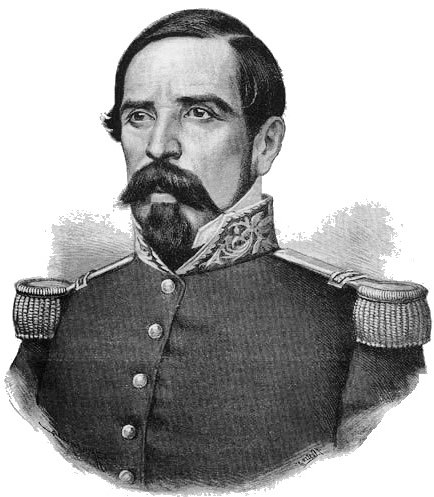
Il generale e politico Manuel María Lombardini. Discendente di emigrati italiani, divenne presidente del Messico nel 1853

L'emigrazione italiana in Messico fu di modesta entità fino all'Ottocento. Dopo l'indipendenza dall'Impero spagnolo le autorità del Messico promossero una immigrazione selezionata dall'Italia, specialmente dalle regioni settentrionali come il Veneto, la Lombardia, il Trentino e l'Alto Adige.
Circa 3000 italiani si trasferirono nel secolo XIX in sette zone agricole del Messico, ma attualmente solo quattro continuano ad avere colonie di Italo-messicani: Chipilo (Puebla), Huatusco/Zentla (Veracruz), Ciudad del Maíz (San Luis Potosí) e La Aldana (Distretto Federale Messicano).
A fine secolo vennero alcuni gruppi di italiani (con un certo livello di ricchezza) che investirono in tenute agricole, impiegando i locali contadini messicani nelle aziende agricole (oggi municipi) Nuova Italia e Lombardia (Michoacán), nominate così dal patriarca della ancora conosciuta famiglia Cusi, Dante Cusi.
Nel Novecento l'emigrazione dall'Italia si esaurì e le comunità italiane esistenti furono quasi completamente assimilate, data la loro relativamente esigua consistenza. Comunque ancora oggi vi sono località di Italo-messicani che si identificano con il loro dialetto originario, come a Colonia Manuel González/Zentla (Trentini) ed a Chipilo (Veneti).
La comunità dei messicani con ascendenza italiana raggiunge circa 300.000 persone ed ha ottenuto livelli di massima importanza nella società messicana.
Uno dei più rinomati è Daniel Mastretta che ha creato nel 2008 la prima macchina sportiva prodotta su scala industriale nel Messico: la Mastretta MXT.

## Comunità italiana

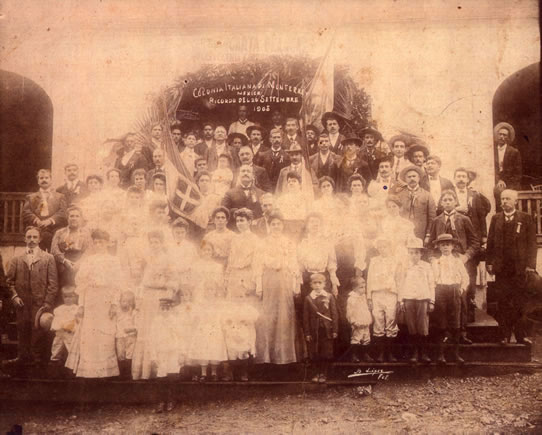
Immigrati italiani a Monterrey, Nuevo León

L'immigrazione vera e propria di italiani nel Messico iniziò con il governo di Porfirio Díaz, che decise di promuovere la venuta di europei per popolare il Messico e bilanciare la maggioritaria popolazione amerindia. Il progetto originario delle autorità messicane prevedeva l'arrivo di 200.000 emigranti italiani in alcuni decenni.
Tra il 1858 ed il 1924 il governo messicano autorizzò la venuta di sei navi dall'Italia con coloni emigranti, quasi tutti originari da regioni del Nord Italia.
Nel 1858 sbarcarono da queste navi i primi 232 italiani, nel 1881 altri 428, seguiti nel 1882 da un grosso contingente di 1.693 e nel 1883 dagli ultimi 605. Solo nel 1900 arrivarono circa mille lavoratori temporanei per costruire una ferrovia e nel 1924 sbarcarono a Veracruz gli ultimi 300 emigranti italiani.
Cioè poco più di 4.000 italiani si radicarono nel Messico, quando negli stessi anni milioni di italiani emigrarono in tutto il mondo nella cosiddetta diaspora italiana.
Nel 1855, le ragioni di questo esiguo numero vanno ricercate in molteplici fattori, dalla politica selezionatrice del governo messicano (che rifiutò le masse povere dei contadini dal Sud Italia) alle continue rivoluzioni e sommosse del Messico (spesso nazionaliste e xenofobe). Gli immigrati dal Sud Italia scelsero di cercare opportunità in Sud America e abbandonarono l'idea di fondare fattorie in Messico. Solo alcuni siciliani arrivarono qualche anno più tardi sul suolo messicano, provenendo dagli Stati Uniti.
Le colonie italiane create in Messico furono sette ed ebbero alterne fortune: dopo pochi anni o decenni fallirono "Aldana", "Barreto", "Porfirio Díaz", "Nueva Italia" e "Diez Gutiérrez", mentre sopravvisse la colonia fondata dai trentini a Veracruz con il nome "Colonia Manuel González", oggi Huatusco/Zentla, e quella veneta a Chipilo vicino a Puebla.
A queste comunità delle colonie si aggiunsero centinaia di italiani sparsi per tutto il Messico, come quelli di Monterrey ed ovviamente della capitale.

### Chipilo
Chipilo è un caso unico nell'emigrazione messicana poiché mantiene ancora oggi una numerosa comunità (circa i 2/3 del totale cittadino di 5.000 abitanti) che parla il veneto in famiglia.
Gli italiani di Chipilo in passato si sono caratterizzati da un notevole attaccamento per il Regno d'Italia, al punto di chiamare "Monte Grappa" la collina sovrastante la cittadina (dove gli emigrati fecero un feroce combattimento contro rivoluzionari).
Infatti il 25 gennaio 1917 un centinaio di Italiani di Chipilo tennero testa a circa 4.000 rivoluzionari di Emiliano Zapata, trincerandosi nella collina battezzata "Monte Grappa": il presidente del Messico Carranza nominò "generale" Giacomo Berra Zancaner, il capo degli italiani di Chipilo, per questo successo che successivamente venne celebrato anche dalla stampa del Regno d'Italia e dal fascismo.

## Attuale situazione
I circa 13.000 italiani attualmente residenti in Messico sono costituiti anche da numerosi emigrati dopo la seconda guerra mondiale, che lavorano per ditte italiane od in proprio in svariate attività (dal turismo al commercio, alla ristorazione, ecc.). Alcuni vengono finanche da altri stati sudamericani (come l'Argentina).
La comunità italiana nel Messico attuale usufruisce di varie strutture culturali e sociali (come l'"Istituto Italiano di Cultura", la "Dante Alighieri", le "Casas de Italia" ed i "Círculos de emigrados").
Inoltre dispone di una eccellente rivista chiamata "Punto d'Incontro" e gode di ottima reputazione nella società messicana, grazie ad imprenditori come Daniel Mastretta, architetti come Mario Pani e/o calciatori come Jared Borgetti.